# Alloharpina percostata
Alloharpina percostata är en fjärilsart som beskrevs av Eugen Wehrli 1939. Alloharpina percostata ingår i släktet Alloharpina och familjen mätare. Inga underarter finns listade i Catalogue of Life.